# 山口移鎮
山口移鎮（やまぐちいちん）は、幕末の長州藩（萩藩）が、藩庁となる居城を萩（萩城）から山口（山口城）へ移転したできごと。

## 概要
萩は、慶長9年（1604年）の毛利輝元入城から259年（萩城築城からは254年）に渡り藩庁が置かれ人口4万人以上を抱える西日本有数の城下町として発展していた。しかし、攘夷の決行に際して外国船による艦砲射撃に弱い萩から、南北に海を抱える領内（周防国・長門国）の統制がとりやすい内陸の山口へ藩庁を移鎮することが検討され、先ず湯治を理由に藩主毛利敬親が山口中河原御茶屋に滞在するという建前をとりつつ藩庁の建設地を選定し、最終的に鴻ノ峰が選ばれ、文久3年（1863年）7月20日に山口移鎮が発表された。
なお、関ヶ原の戦いに敗れて広島城を失った輝元が、新たな居城を萩に設けたのは江戸幕府の指示による。これについて、毛利氏は山口を本命の築城候補地としていたが、幕府により僻地に押し込められたという見方があり、山口移鎮はそれ以来の悲願であったと言われているが、残されている敬親の訓示からはその見解は成り立たないともされる。

## 山口城

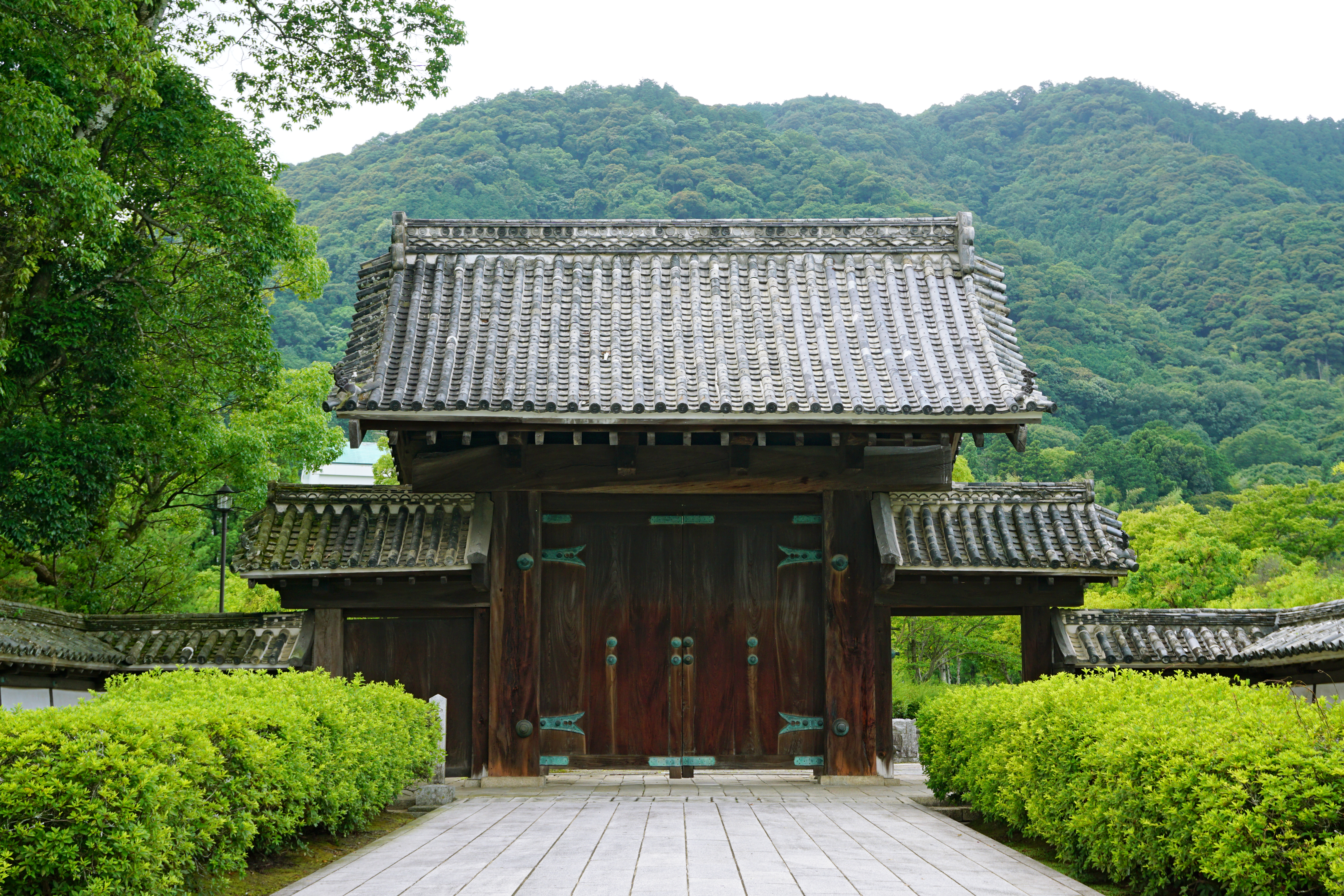
山口城跡（旧山口藩庁門）

山口城（山口屋形）は政務と補給を主目的とした後方の策源地としての役割を担った。周囲を水堀と石垣で囲み土塁と砲台を配置した小規模な単郭式の平城であるが、北方と西方は丘陵地を背にしており、南方と東方は死角の無い八角稜堡式城郭となっていた。砲撃戦を想定し天守閣や櫓などの高層建築物は配置されなかったが、西方の丘陵地にあるかつての高嶺城を詰城としていた。城内の御殿は萩城の御殿や禁門の変の咎で没収された江戸桜田藩邸を解体したものが移築され、幕府には「屋形の移設」として申請された。

## 御用宿
仮政庁が移されると政治中枢が暫定的に移設されたが、山口の都市規模は萩と比べ2割程度と小さい事や相次ぐ動乱により武家屋敷の移設は遅々として進まなかった。藩役人の住居不足を補う手段として豪農や商家の別邸を御用宿として提供させ仮住まいとしたが、藩施設を萩から完全に移設するには至らず、慶応3年2月頃まで山口と萩の二元体制が続いた。

## 沿革
- 万延元年11月28日(1861年1月8日) - 私塾・山口講習堂と三田尻越氏塾を藩校明倫館の直轄へ[9]
- 万延2年9月11日(1861年10月14日) - 山口講習堂が亀山地区に移転
- 文久2年7月6日(1862年8月1日) - 航海遠略策を破棄し攘夷奉勅への藩是転換
- 文久2年9月頃 - 山口での現地調査[2]
- 文久2年10月頃 - 山口移転が内定
- 文久2年12月頃 - 家老福原元僴を屋形造営惣奉行に任命
- 文久3年3月25日 - 日帰り湯治を名目に山口滞留を発令[2]
- 文久3年4月1日(1863年5月18日)毛利敬親より京の毛利元徳へ書状[10]
- 文久3年4月16日(1863年6月2日) - 藩主湯治を名目に萩を出立し山口中河原御茶屋に入り仮政庁とする[2]
  - 文久3年4月20日(1863年6月6日) - 徳川家茂により攘夷期限（5月10日）が上奏される
- 文久3年4月23日(1863年6月9日) - 宮野、一の坂、鎧峠、陶峠、千切峠、吉敷大峠、勝坂鯖山、小郡柳井田に関門が築かれ山口への出入りが制限される[11]
- 文久3年5月 - 老中板倉勝静へ居城移転を申し出る[12][13]
  - 文久3年5月10日(1863年6月25日) - 攘夷決行（下関事件）
- 文久3年5月11日(1863年6月26日) - 中河原御茶屋を高嶺御屋形に改称。藩役人に対し萩から山口への移住許可
- 文久3年6月18日(1863年8月2日) - 高嶺御屋形に山口政事堂設置
- 文久3年7月18日(1863年9月2日) - 山口屋形建設地を鴻ノ峰に決定
- 文久3年7月20日(1863年9月4日) - 山口移鎮告諭
  - 文久3年8月18日(1863年9月30日) - 八月十八日の政変
- 文久3年10月5日(1863年11月15日) - 蔵元役所、郡奉行所、代官所移設
- 文久3年11月26日(1864年1月5日) - 私塾・山口講習堂を山口明倫館と改称。従来の明倫館は萩明倫館へ改称
- 文久3年12月6日(1864年1月14日) - 萩政事堂廃止
- 文久3年12月17日(1864年1月25日) - 大村益次郎、中島名左衛門により都市計画策定
  - 元治元年7月19日(1864年8月20日) - 禁門の変
  - 元治元年7月23日(1864年8月24日) - 第1次長州征討の勅命
  - 元治元年8月1日(1864年9月1日) - 将軍徳川家茂、第1次長州征討布告
  - 元治元年8月5日(1864年9月5日) - 下関戦争
- 元治元年8月8日(1864年9月8日) - 長州藩上屋敷（桜田藩邸）解体処分
  - 元治元年8月14日(1864年9月14日) - 下関問題取極書調印
  - 元治元年9月25日(1864年10月25日) - 袖解橋事件により長州正義派が失脚し俗論派が政権掌握
  - 元治元年10月3日(1864年11月2日) - 毛利敬親・元徳父子萩に自主謹慎（～慶応元年2月27日迄）、萩政事堂再興
- 元治元年10月16日(1864年11月15日) - 山口屋形竣工（後述により間もなく屋形、石門、堀、諸関門破却）[14]
  - 元治元年11月3日(1864年12月1日) - 幕府に恭順（条件として山口城の破却、毛利敬親・元徳父子萩に蟄居、他）
  - 元治元年12月15日(1865年1月12日) - 高杉晋作が挙兵（回天義挙）
  - 元治2年2月21日(1865年3月18日) - 元治の内乱休戦
- 元治2年3月11日(1865年4月6日) - 毛利敬親高嶺御茶屋に復す
  - 元治2年3月23日(1865年4月18日) - 武備恭順藩論統一
  - 慶応元年4月12日(1865年5月6日) - 将軍徳川家茂、第2次長州征討布告
  - 慶応元年11月7日(1865年12月24日) - 第2次長州征討出兵命令
  - 慶応2年1月21日(1866年3月7日) - 薩長同盟締結
- 慶応2年5月15日(1866年6月27日) - 山口屋形竣工（2回目）、以降毛利敬親の拠点となる
  - 慶応2年6月7日(1866年7月18日) - 第二次長州征討開戦
  - 慶応2年7月20日(1866年8月29日) - 徳川家茂薨去
- 慶応3年2月 - 毛利敬親により山口の拠点化が明言される
- 明治2年8月2日(1869年9月7日) - 国森、林光、鎧峠、陶峠、井開田関門閉鎖
- 明治2年9月3日(1869年10月7日) - 山口御屋形が山口藩議事館と改称
  - 明治3年1月24日(1870年2月24日) - 脱隊騒動で山口藩議事館が包囲される
- 明治3年4月20日(1870年5月20日) - 山口議事館を山口藩庁と改称
- 明治3年11月13日(1871年1月3日) - 小中学規則の公布に伴い山口明倫館を山口中学校へ改称
  - 明治4年3月28日(1871年5月17日) - 毛利敬親山口藩庁内殿で薨去
  - 明治4年6月頃 - 藩知事毛利元徳東京に移住
- 明治4年7月14日(1871年8月29日) - 廃藩置県で山口藩が廃止され山口県となり山口屋形内に山口県庁が置かれる
- 明治4年7月27日(1871年9月8日) - 勝坂、柳井田関門廃止
- 明治6年(1873年)7月 - 山口屋形廃城
  - 明治9年(1876年)11月 - 萩の乱。軍艦孟春、浅間の砲撃により萩明倫館炎上

## 県庁移転運動
山口は県庁所在都市にもかかわらず小規模であることから、明治半ばから戦後復興期にかけて度々県庁移転運動が起こっている。
- 明治22年(1889年) - 県庁老朽化に伴う県庁防府移転運動
- 明治33年(1900年) - 毛利高等女学校の防府移転運動と同調した県庁防府移転運動
- 明治44年(1911年) - 県庁下関・防府移転運動
- 昭和17年(1942年) - 県議会に県庁を「適切な地」へ移転すべきとする意見書が提出される
- 昭和24年(1949年) - 県議会で先の意見書が議論となる
- 昭和25年(1950年) - 県議会で先の意見書が議論となる
- 昭和30年代 - 周防部の市町村長が県庁移転要望書を知事に提出